# Smyrna proserpina
Smyrna proserpina är en fjärilsart som beskrevs av Fabricius 1793. Smyrna proserpina ingår i släktet Smyrna och familjen praktfjärilar. Inga underarter finns listade i Catalogue of Life.